# منتخب غانا تحت 17 سنة لكرة القدم
منتخب غانا تحت 17 سنة لكرة القدم (بالإنجليزية: Ghana national under-17 football team) هو ممثل غانا الرسمي في المنافسات الدولية في كرة القدم في فئة كرة قدم تحت 17 سنة للرجال، يديريه اتحاد غانا لكرة القدم.